# Leichtathletik-Weltmeisterschaften 2019/Dreisprung der Frauen

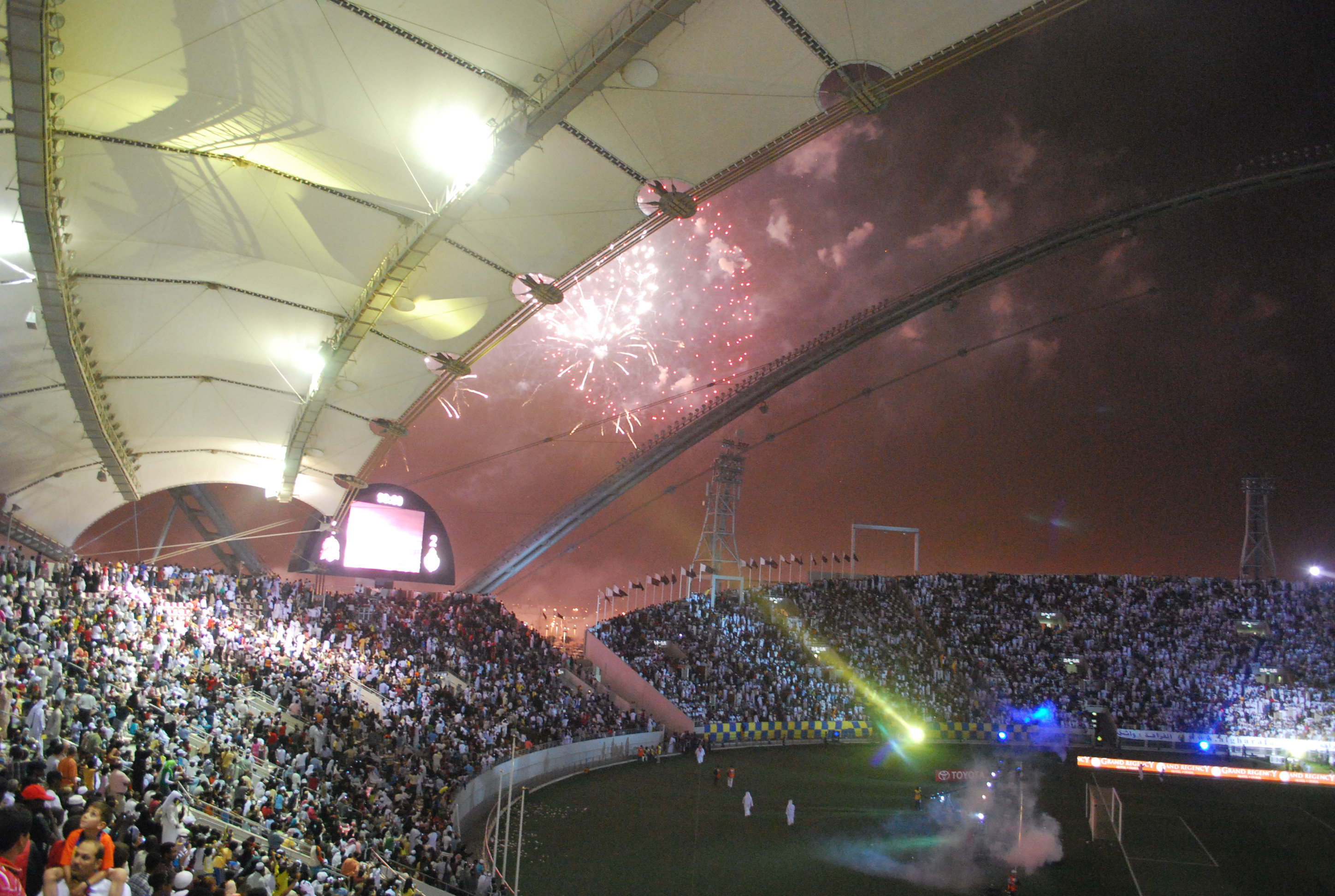
Das Khalifa International Stadium während des Emir Cups im Jahr 2009

Der Dreisprung der Frauen bei den Leichtathletik-Weltmeisterschaften 2019 fand am 3. und 5. Oktober 2019 im Khalifa International Stadium der katarischen Hauptstadt Doha statt.
28 Athletinnen aus 18 Ländern nahmen an dem Wettbewerb teil.
Weltmeisterin wurde die venezolanische Titelverteidigerin, Olympiazweite von 2016, Südamerikameisterin von 2015 und Vizesüdamerikameisterin von 2017 Yulimar Rojas.

Silber ging an die Jamaikanerin Shanieka Ricketts.

Ihre zweite WM-Bronzemedaille nach 2011 errang die zweifache Weltmeisterin (2013/2015), Vizeweltmeisterin von 2017, aktuelle Olympiasiegerin und Olympiazweite von 2012 Caterine Ibargüen aus Kolumbien, die darüber hinaus bei den Südamerikameisterschaften zahlreiche Medaillen in drei Sprungdisziplinen gesammelt hatte. Dreisprung: 2-mal Gold (2009/2011), 1-mal Silber (2006), 2-mal Bronze (2003/2005) – Weitsprung: 2-mal Silber (2003/2006), 3-mal Bronze (2005/2007/2011) – Hochsprung: 4-mal Gold (2005/2006/2007/2009), 2-mal Bronze (1999).

## Rekorde
Vor dem Wettbewerb galten folgende Rekorde:
| Weltrekord               | Inessa Krawez | 15,50 m | WM in Göteborg, Schweden | 10. August 1995 |
| Weltmeisterschaftsrekord | Inessa Krawez | 15,50 m | WM in Göteborg, Schweden | 10. August 1995 |

Der bestehende WM-Rekord wurde bei diesen Weltmeisterschaften nicht eingestellt und nicht verbessert.

## Doping
In diesem Wettbewerb gab es einen Dopingfall. Die in der Qualifikation ausgeschiedene Ukrainerin Anna Krassuzka wurde Ende 2020 wegen Verstoßes gegen die Antidopingbestimmungen von der Athletics Integrity Unit (AIU) des Weltleichtathletikverbandes World Athletics vom 20. Februar 2019 an für vier Jahre gesperrt. Alle ihre seit diesem Datum erzielten Resultate wurden annulliert.

## Windbedingungen
In den folgenden Ergebnisübersichten sind die Windbedingungen zu den einzelnen Sprüngen benannt. Der erlaubte Grenzwert liegt bei zwei Metern pro Sekunde. Bei stärkerer Windunterstützung wird die Weite für den Wettkampf gewertet, findet jedoch keinen Eingang in Rekord- und Bestenlisten.

## Legende
Kurze Übersicht zur Bedeutung der Symbolik – so üblicherweise auch in sonstigen Veröffentlichungen verwendet:
| – | verzichtet |
| x | ungültig   |

## Qualifikation
3. Oktober 2019, 16:40 Uhr Ortszeit (15:40 Uhr MESZ)
28 Teilnehmerinnen traten in zwei Gruppen zur Qualifikationsrunde an. Die Qualifikationsweite für den direkten Finaleinzug betrug 14,30 m. Fünf Athletinnen übertrafen diese Marke (hellblau unterlegt). Um auf die vorgesehene Mindestzahl von zwölf Wettbewerberinnen im Finale zu kommen, wurde das Finalfeld mit den sieben nächstplatzierten Sportlerinnen auf zwölf Springerinnen aufgefüllt (hellgrün unterlegt). So mussten schließlich 14,12 m für die Finalteilnahme erbracht werden.

### Gruppe A
| Platz | Name              | Nation     | Resultat (m) | 1. Versuch (m) Wind (m/s) | 2. Versuch (m) Wind (m/s) | 3. Versuch (m) Wind (m/s) |
| 1     | Shanieka Ricketts | Jamaika    | 14,42        | 14,42 / +0,6              | –                         | –                         |
| 2     | Caterine Ibargüen | Kolumbien  | 14,32        | 13,97 / +0,2              | 14,32 / +0,5              | –                         |
| 3     | Olha Saladucha    | Ukraine    | 14,32        | x                         | x                         | 14,32 / +0,4              |
| 4     | Keturah Orji      | USA        | 14,30        | 14,30 / +0,3              | –                         | –                         |
| 5     | Kristiina Mäkelä  | Finnland   | 14,26        | 14,26 / +0,4              | 14,10 / +0,4              | 14,06 / +0,3              |
| 6     | Patrícia Mamona   | Portugal   | 14,21        | 14,21 / +0,4              | 11,95 / +0,5              | 14,18 / +0,6              |
| 7     | Gabriela Petrowa  | Bulgarien  | 13,98        | 13,84 / +0,5              | 13,98 / +0,3              | x                         |
| 8     | Evelise Veiga     | Portugal   | 13,89        | 13,48 / +0,3              | 13,89 / +0,1              | 13,58 / +0,6              |
| 9     | Iryna Waskouskaja | Belarus    | 13,67        | 13,67 / +0,7              | 13,57 / +0,4              | 12,48 / +0,3              |
| 10    | Diana Zagainova   | Litauen    | 13,64        | 13,58 / −                 | x                         | 13,64 / −                 |
| 11    | Patricia Sarrapio | Spanien    | 13,58        | 13,58 / +0,1              | 13,40 / +0,3              | 13,46 / +0,5              |
| 12    | Liuba Zaldívar    | Ecuador    | 13,56        | 13,48 / +0,3              | 13,56 / +0,1              | 13,16 / +0,2              |
| DNS   | Yanis David       | Frankreich |              |                           |                           |                           |
| DNS   | Thea LaFond       | Dominica   |              |                           |                           |                           |

In Qualifikationsgruppe A ausgeschiedene Dreispringerinnen:

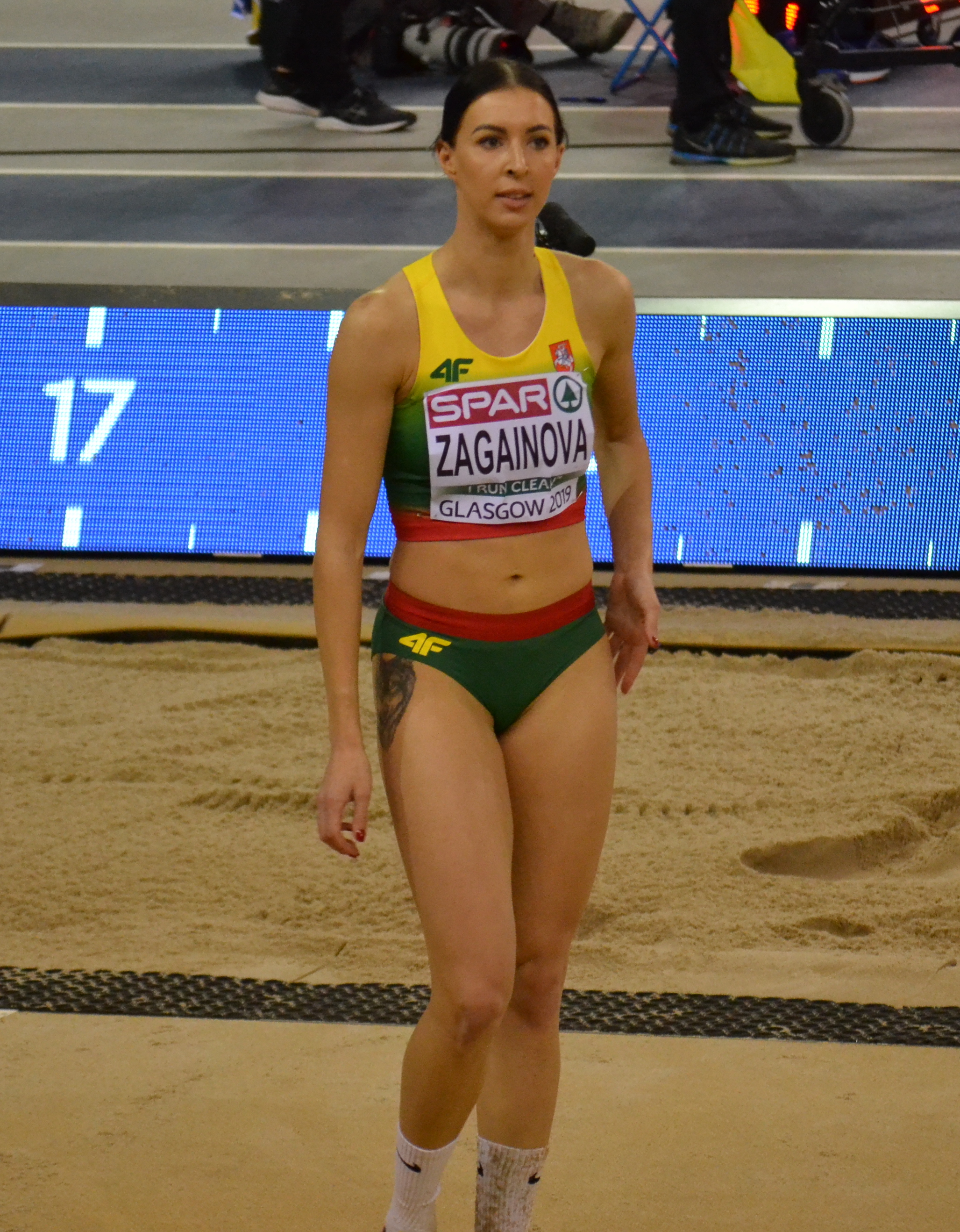
Diana Zagainova Rang zehn mit 13,64 m
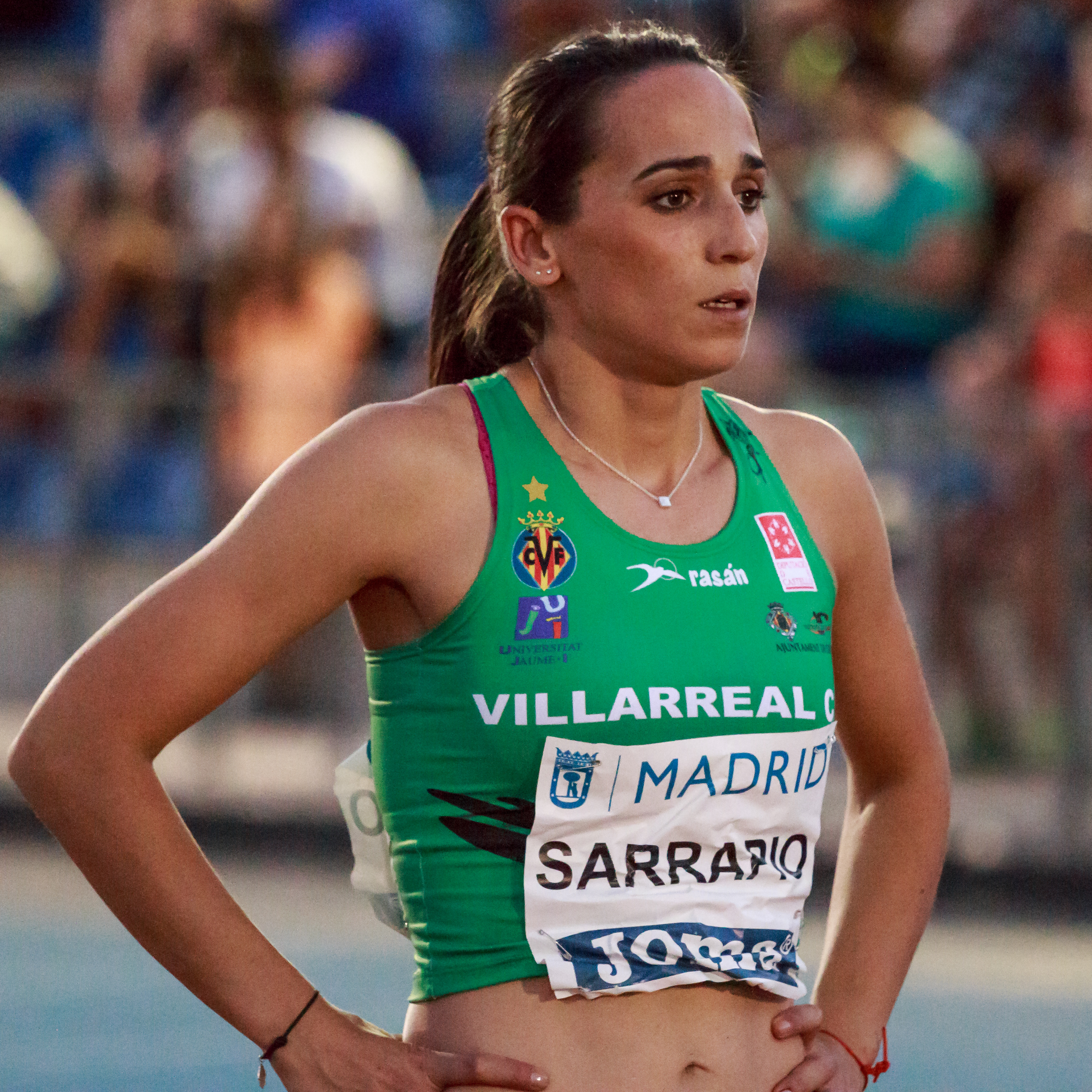
Patricia Sarrapio Rang elf mit 13,58 m

### Gruppe B
| Platz | Name                | Nation     | Resultat (m) | 1. Versuch (m) Wind (m/s) | 2. Versuch (m) Wind (m/s) | 3. Versuch (m) Wind (m/s) |
| 1     | Yulimar Rojas       | Venezuela  | 14,31        | x                         | 14,31 / +0,2              | –                         |
| 2     | Rouguy Diallo       | Frankreich | 14,25        | 14,25 / +0,1              | 14,04 / +0,1−             | x                         |
| 3     | Ana Peleteiro       | Spanien    | 14,23        | 14,11 / +0,3              | 14,23 / +0,6              | –                         |
| 4     | Tori Franklin       | USA        | 14,23        | 14,23 / +0,7              | x                         | 13,86 / +0,1              |
| 5     | Kimberly Williams   | Jamaika    | 14,20        | 14,20 / +0,1              | 13,75 / +0,1              | 13,73 / +0,4              |
| 6     | Elena Panțuroiu     | Rumänien   | 14,12        | x                         | 14,12 / +0,5              | 14,02 / +0,2              |
| 7     | Olga Rypakowa       | Kasachstan | 14,09        | 14,09 / ±0,0              | 14,05 / +0,3              | x                         |
| 8     | Dovilė Kilty        | Litauen    | 14,09        | 14,01 / +0,4              | 14,09 / +0,6              | 12,62 / +0,1              |
| 9     | Liadagmis Povea     | Kuba       | 14,08        | 14,01 / +0,3              | 14,08 / +0,3              | 13,98 / −0,1              |
| 10    | Ottavia Cestonaro   | Italien    | 13,97        | x                         | 13,97 / +0,1              | x                         |
| 11    | Yosiris Urrutia     | Kolumbien  | 13,77        | x                         | 13,77 / ±0,0              | 13,73 / +0,3              |
| 12    | Susana Costa        | Portugal   | 13,77        | 13,71 / +0,2              | 13,77 / +0,4              | 13,65 / +0,6              |
| 13    | Alexandra Natschewa | Bulgarien  | 13,05        | 13,05 / +0,3              | x                         | 12,71 / +0,3              |
| DOP   | Anna Krassuzka      | Ukraine    | 13,16        | 13,16 / +0,2              | 13,14 / +0,4              | 13,09 / +0,6              |

In Qualifikationsgruppe B ausgeschiedene Dreispringerinnen:

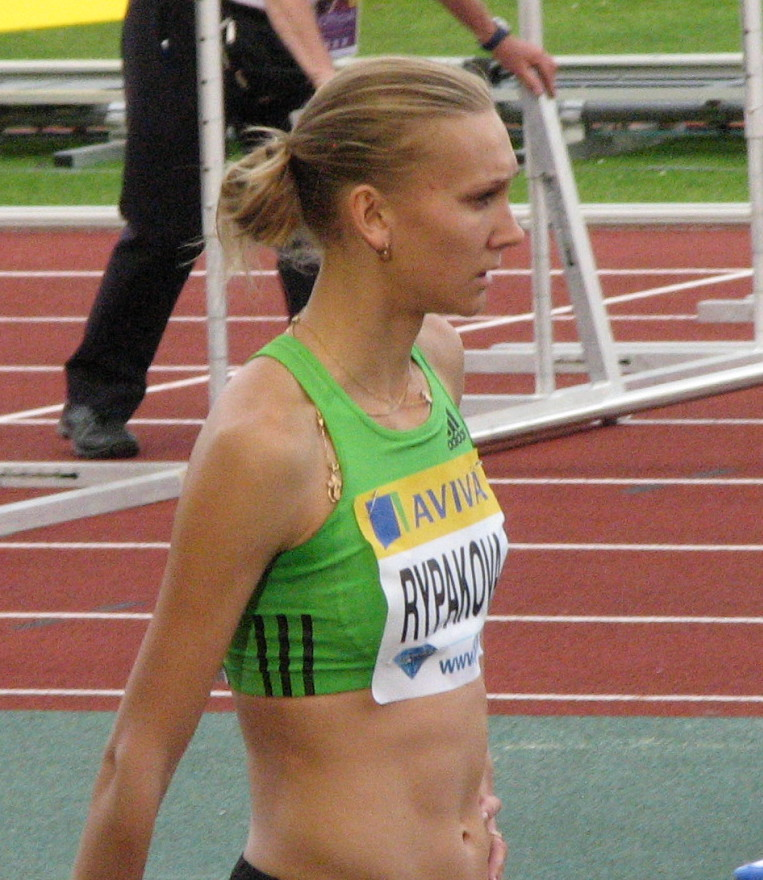
Olga Rypakowa – unter anderem Olympiasiegerin von 2012 – Rang sieben mit 14,09 m
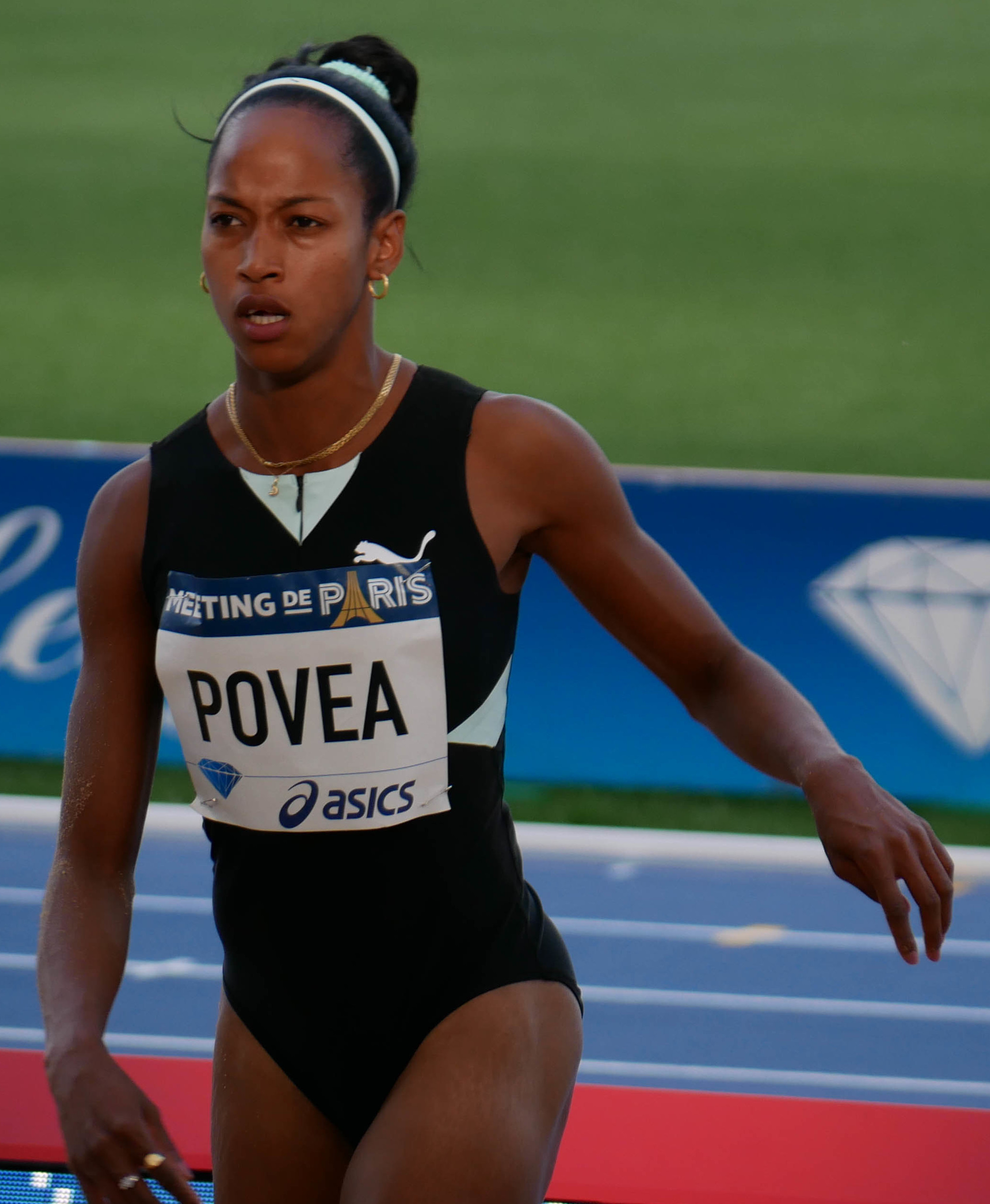
Liadagmis Povea Rang neun mit 14,08 m
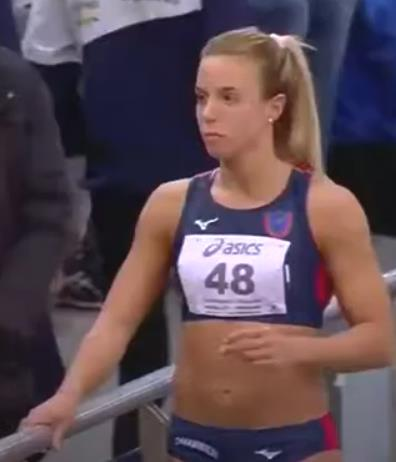
Ottavia Cestonaro Rang zehn mit 13,97 m
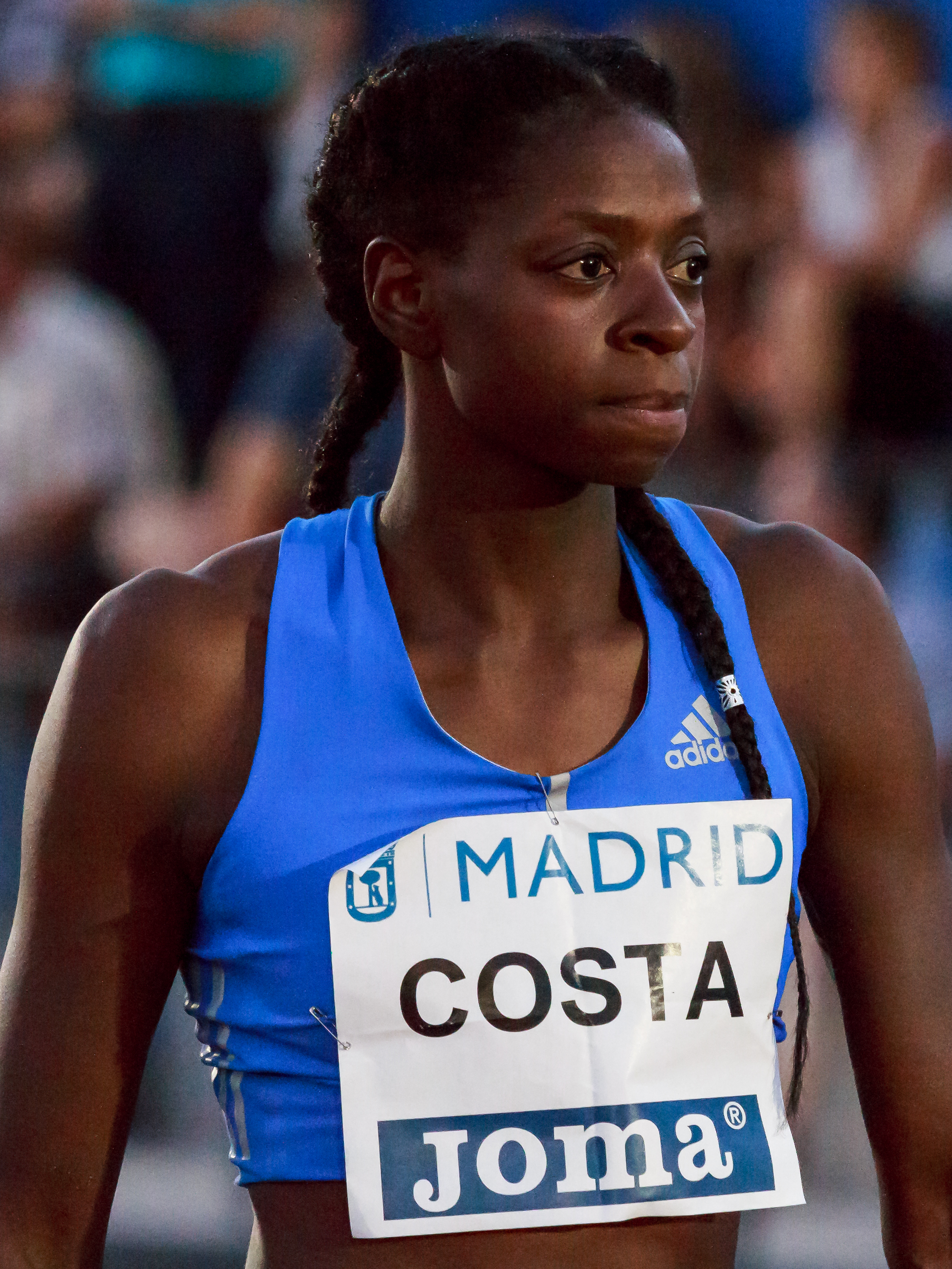
Susana Costa Rang zwölf mit 13,77 m

## Finale
5. Oktober 2019, 20:35 Uhr Ortszeit (19:35 Uhr MESZ)
| Platz | Name              | Nation     | Resultat (m) | 1. Versuch (m) Wind (m/s) | 2. Versuch (m) Wind (m/s) | 3. Versuch (m) Wind (m/s) | 4. Versuch (m) Wind (m/s)                     | 5. Versuch (m) Wind (m/s)                     | 6. Versuch (m) Wind (m/s)                     |
| 1     | Yulimar Rojas     | Venezuela  | 15,37        | 14,87 / −0,1              | 15,37 / +0,6              | x                         | 15,18 / +0,3                                  | 14,77 / −0,3                                  | x                                             |
| 2     | Shanieka Ricketts | Jamaika    | 14,92        | 14,81 / +0,1              | 14,76 / +0,3              | 14,92 / +0,2              | 14,72 / −0,1                                  | 14,85 / +0,2                                  | x                                             |
| 3     | Caterine Ibargüen | Kolumbien  | 14,73        | 14,16 / +0,5              | x                         | 14,40 / +0,2              | 14,46 / +0,4                                  | 14,73 / +0,5                                  | 14,47 / +0,4                                  |
| 4     | Kimberly Williams | Jamaika    | 14,64 PB     | 14,64 / +0,1              | 14,64 / +0,6              | 14,53 / −0,3              | x                                             | x                                             | 14,17 / ±0,0                                  |
| 5     | Olha Saladucha    | Ukraine    | 14,52 SB     | 14,52 / ±0,0              | 14,40 / ±0,0              | x                         | 12,34 / +0,7                                  | 14,25 / +0,2                                  | 14,05 / −0,2                                  |
| 6     | Ana Peleteiro     | Spanien    | 14,47        | 14,47 / ±0,0              | 13,41 / +0,4              | x                         | 14,27 / +0,3                                  | 14,20 / ±0,0                                  | 14,20 / +0,1                                  |
| 7     | Keturah Orji      | USA        | 14,46        | x                         | 14,46 / +0,4              | x                         | 14,37 / +0,1                                  | 14,24 / +0,2                                  | 14,45 / −0,1                                  |
| 8     | Patrícia Mamona   | Portugal   | 14,40        | 14,40 / −0,1              | 14,34 / +0,2              | 14,30 / +0,8              | 14,17 / −0,1                                  | x                                             | x                                             |
| 9     | Tori Franklin     | USA        | 14,08        | 14,07 / −0,2              | x                         | 14,08/ −0,6               | nicht im Finale der besten acht Springerinnen | nicht im Finale der besten acht Springerinnen | nicht im Finale der besten acht Springerinnen |
| 10    | Rouguy Diallo     | Frankreich | 14,08        | x                         | x                         | 14,08 / −0,1              | nicht im Finale der besten acht Springerinnen | nicht im Finale der besten acht Springerinnen | nicht im Finale der besten acht Springerinnen |
| 11    | Elena Panțuroiu   | Rumänien   | 14,07        | 14,07 / −0,4              | x                         | x                         | nicht im Finale der besten acht Springerinnen | nicht im Finale der besten acht Springerinnen | nicht im Finale der besten acht Springerinnen |
| 12    | Kristiina Mäkelä  | Finnland   | 13,99        | 13,81 / +0,3              | 13,99 / ±0,0              | 13,74 / −0,1              | nicht im Finale der besten acht Springerinnen | nicht im Finale der besten acht Springerinnen | nicht im Finale der besten acht Springerinnen |

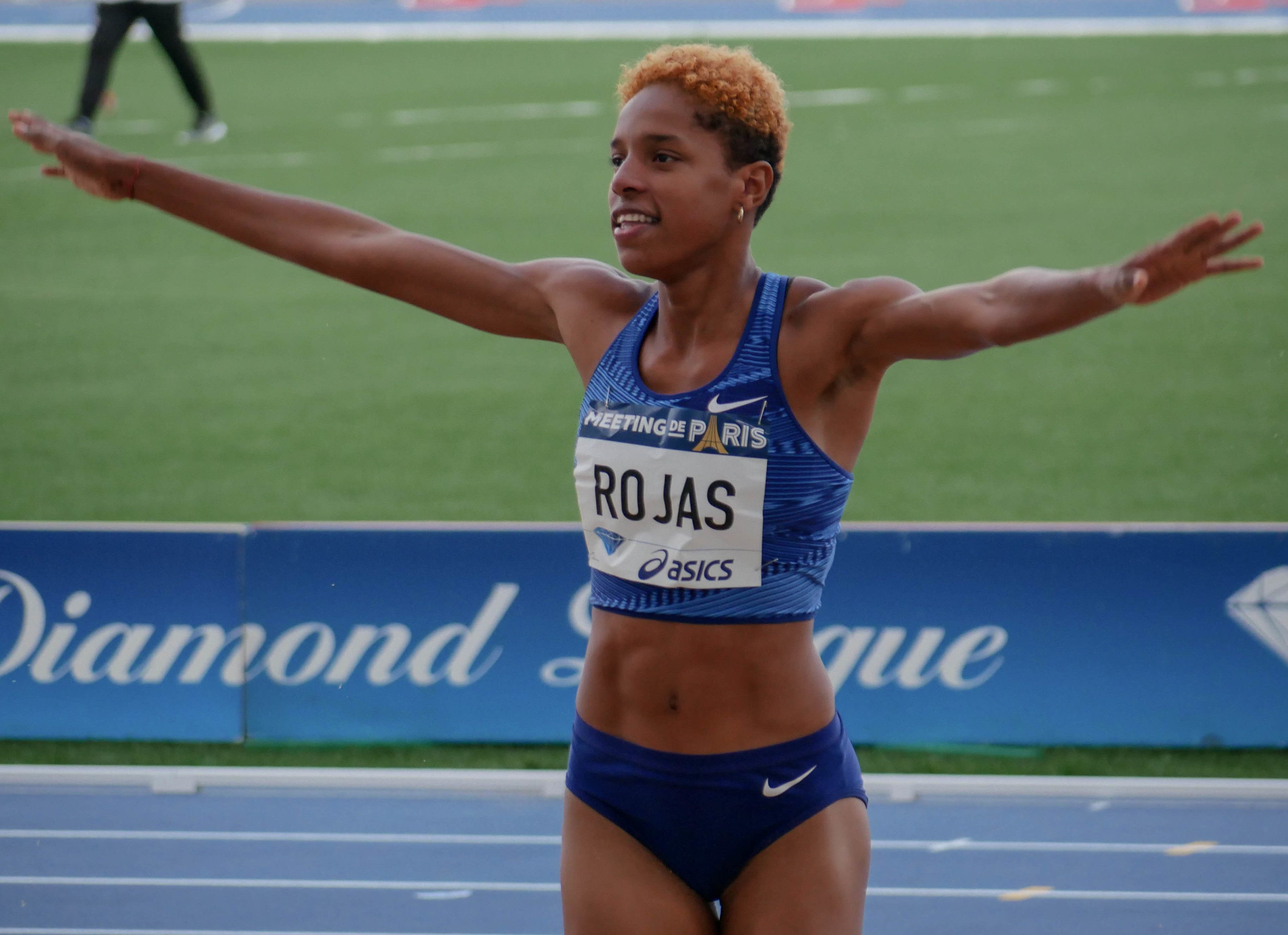
Yulimar Rojas verteidigte ihren Titel souverän
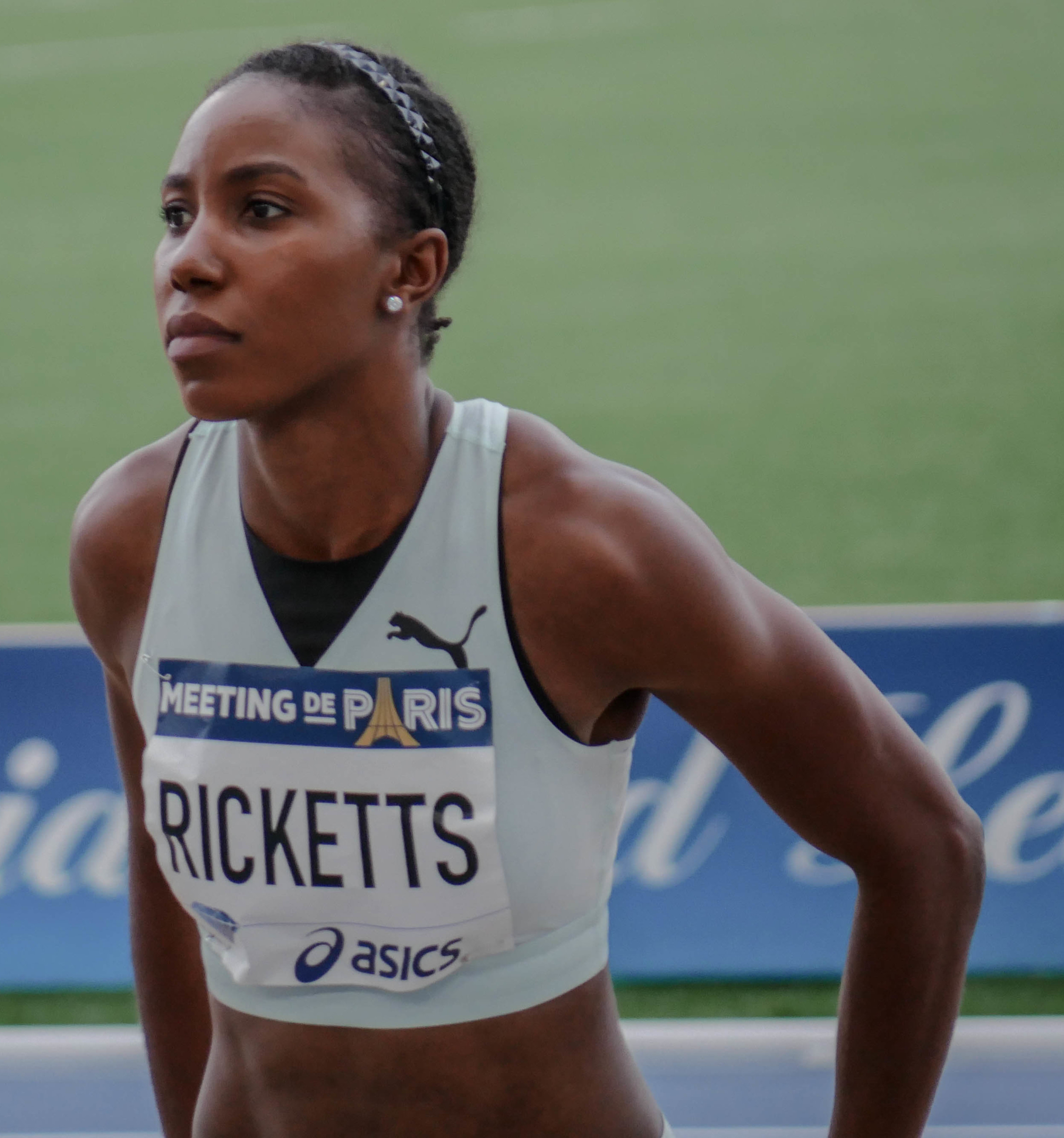
Vizeweltmeisterin Shanieka Ricketts
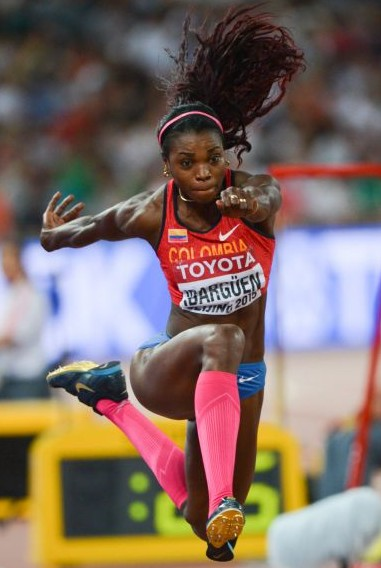
Für Caterine Ibargüen gab es diesmal Bronze

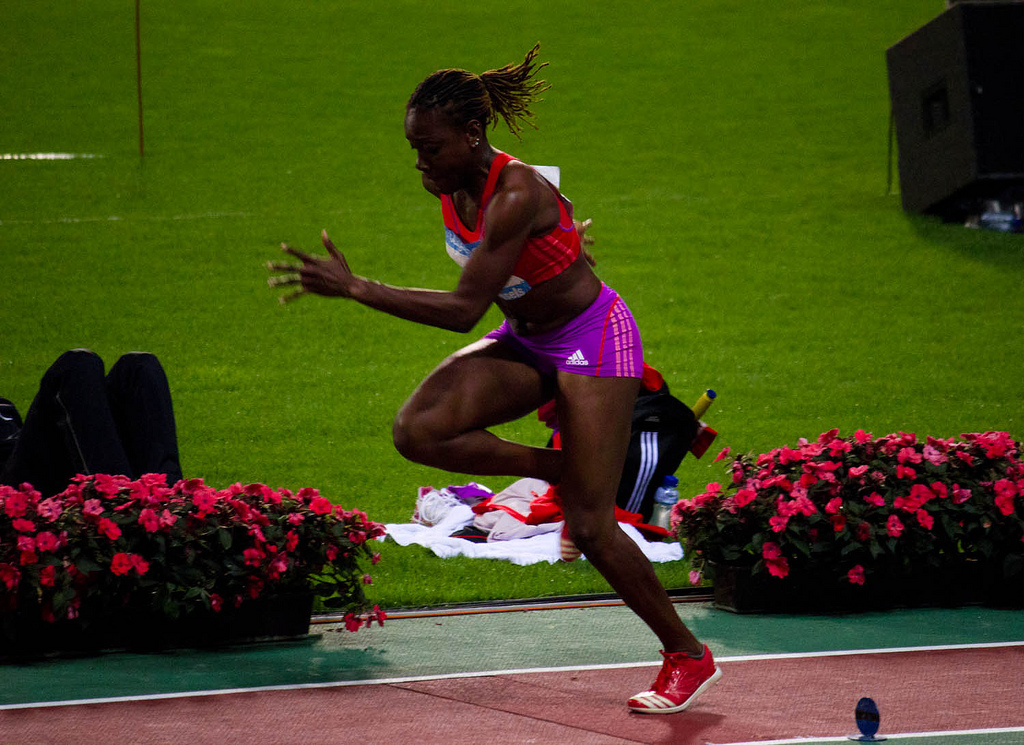
Kimberly Williams wurde Vierte
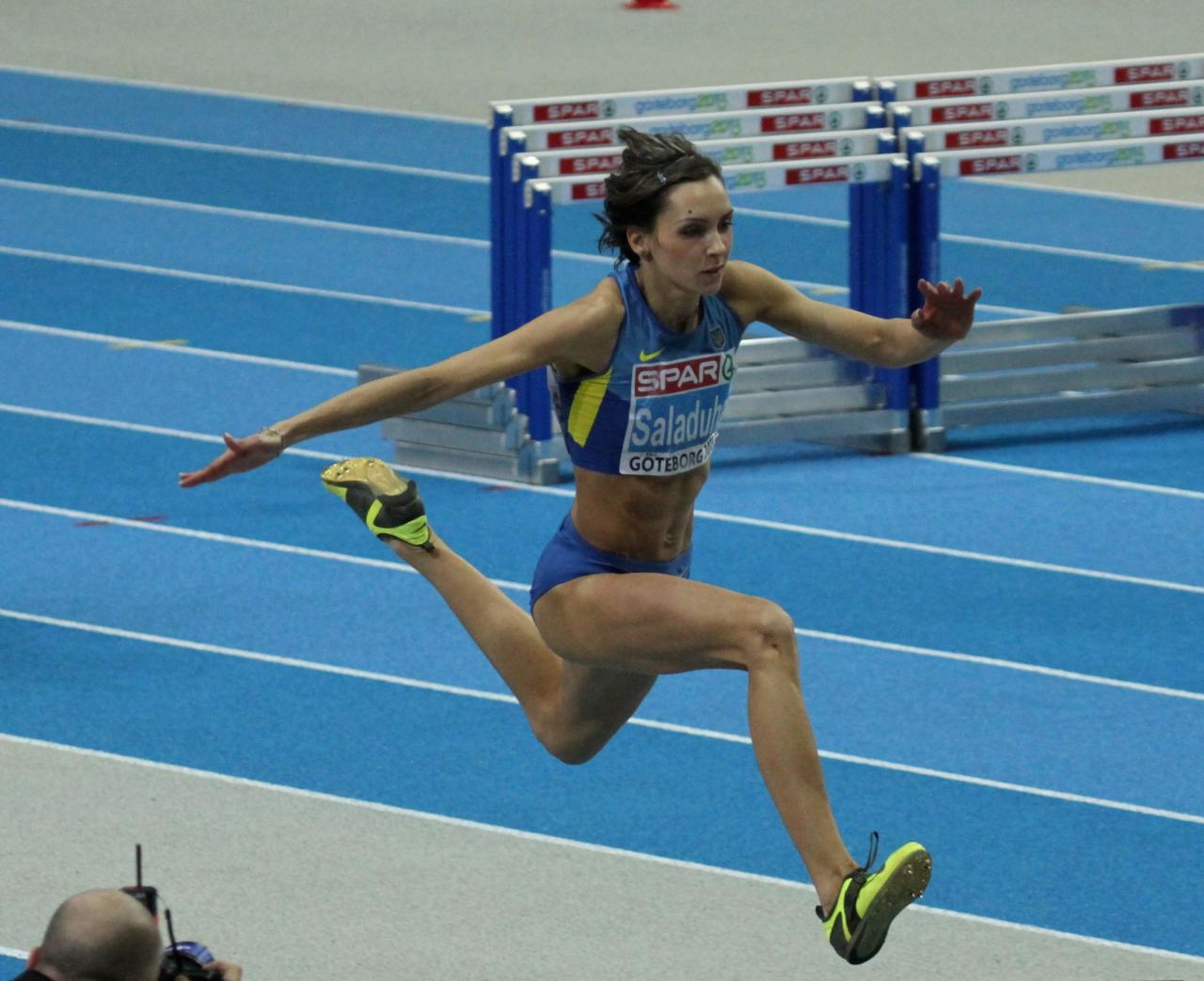
Olha Saladucha – unter anderem Weltmeisterin von 2011 – belegte Rang fünf
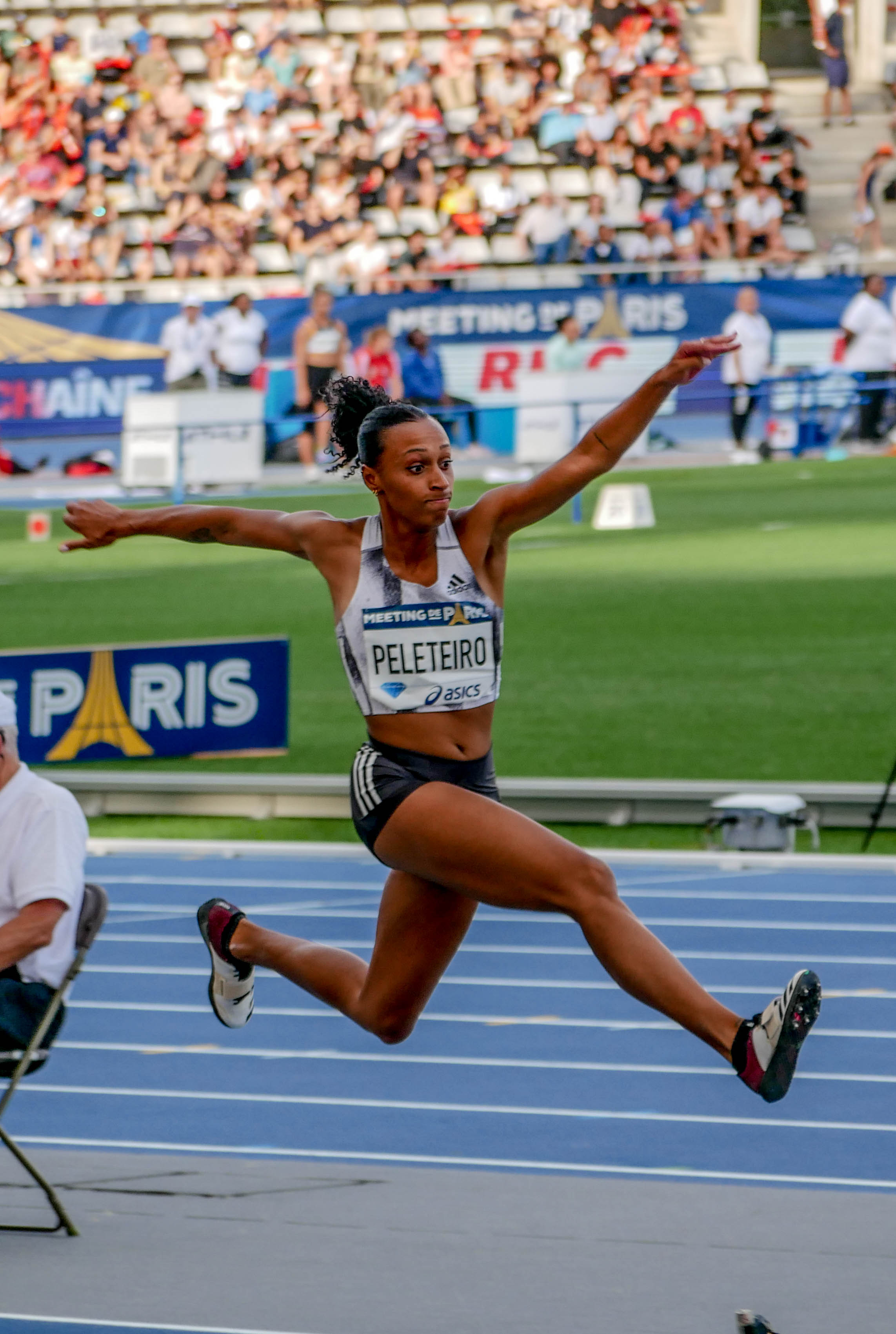
Ana Peleteiro kam auf den sechsten Platz
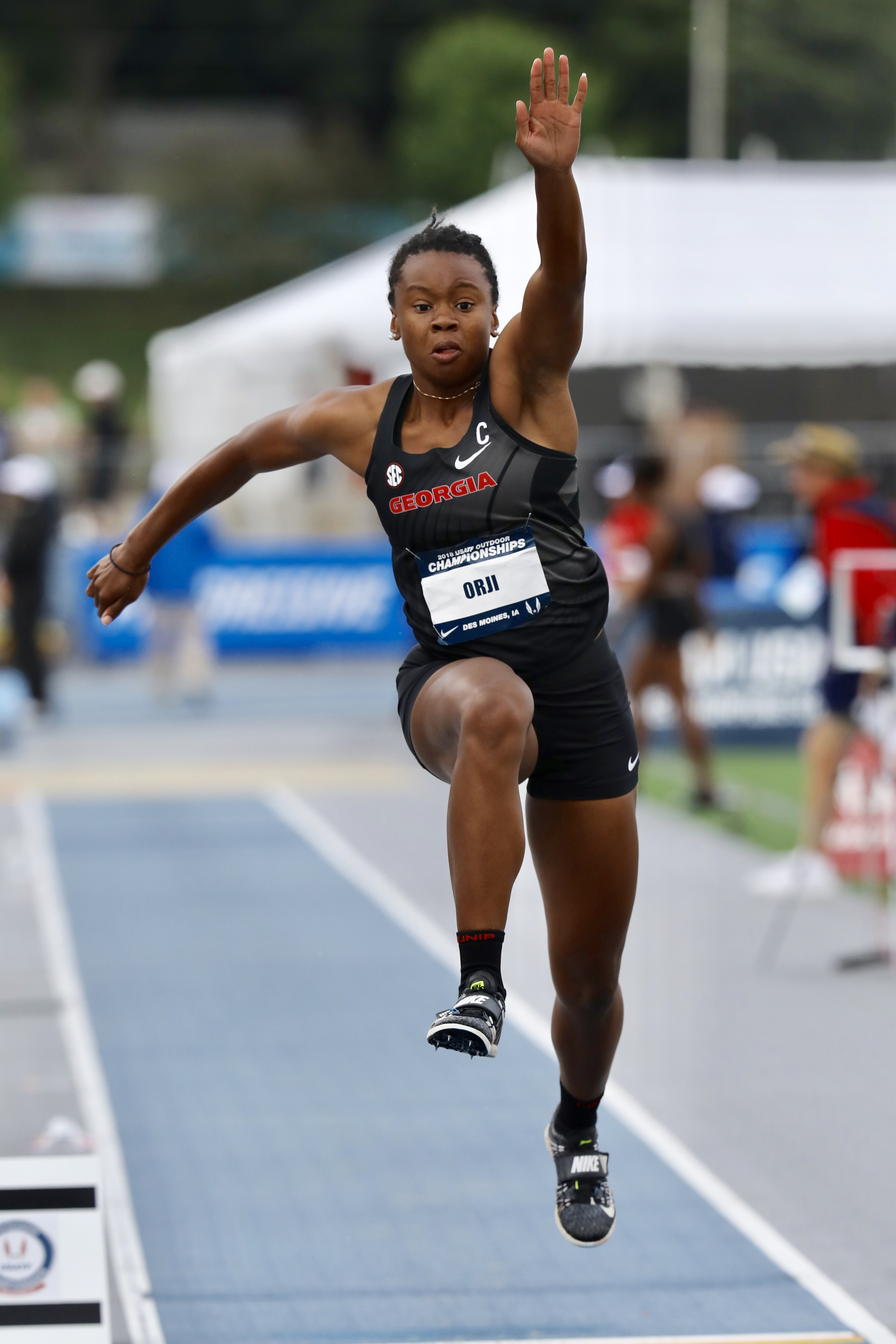
Keturah Orji erreichte Platz sieben
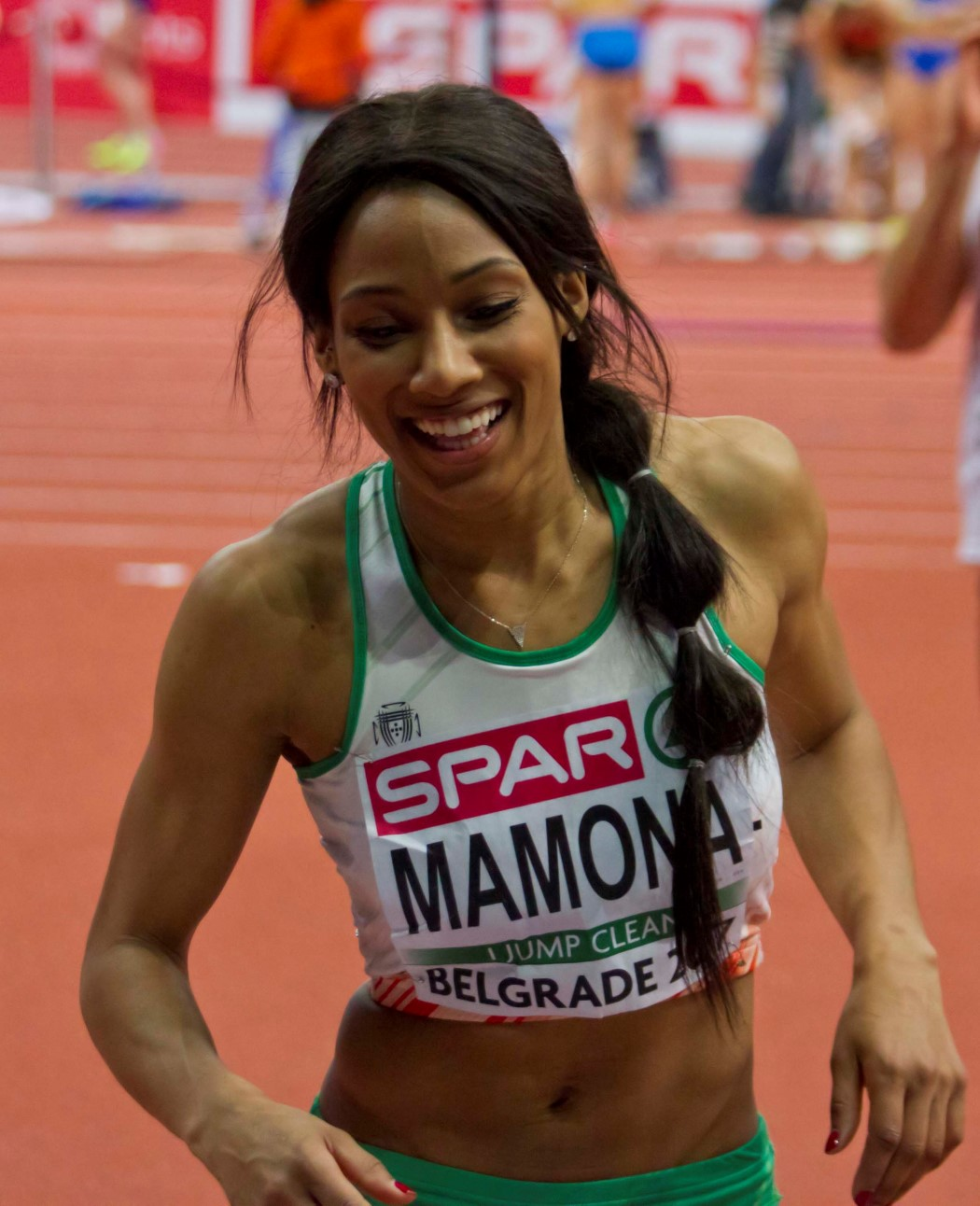
Rang acht für die Europameisterin von 2016 Patrícia Mamona
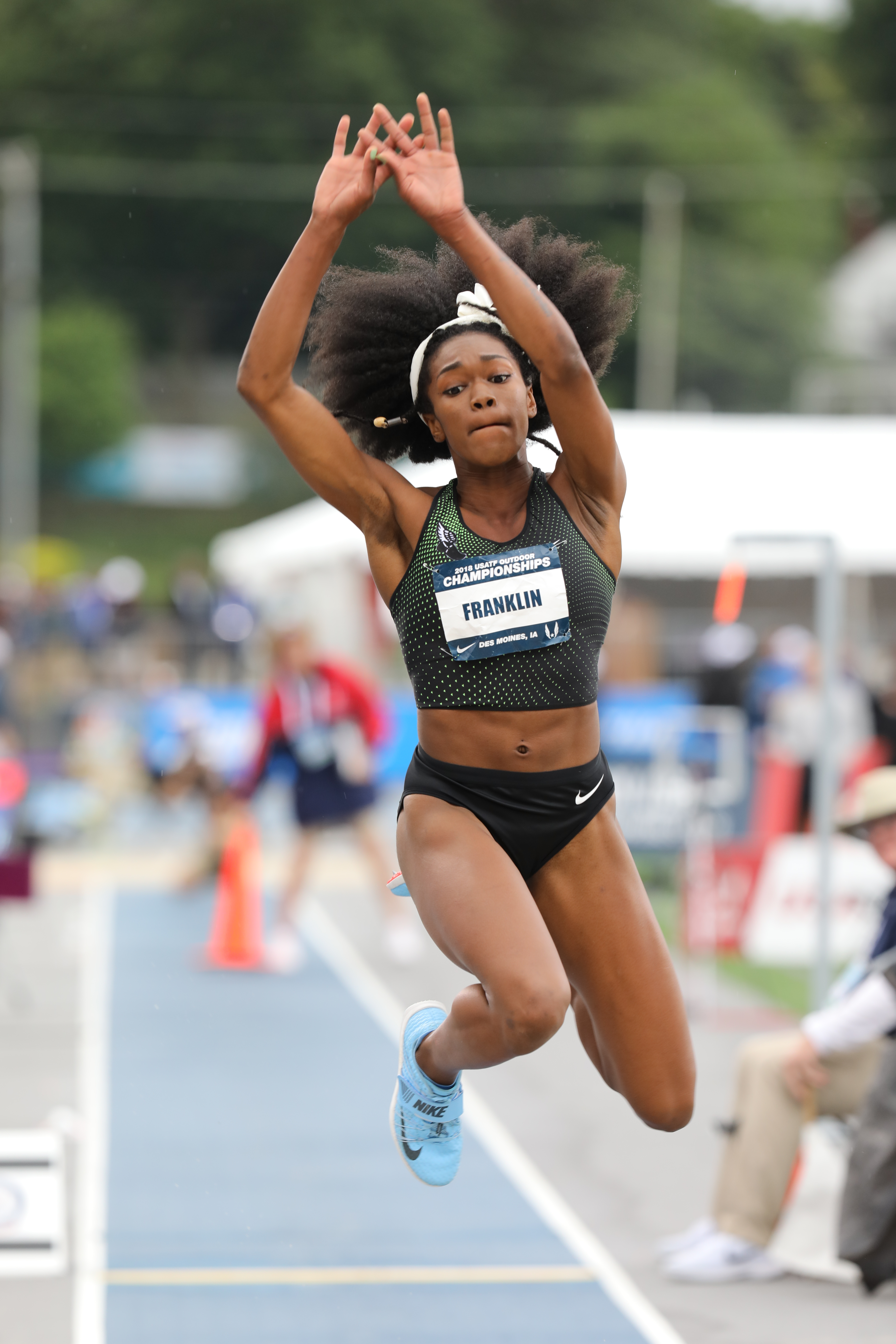
Die neuntplatzierte Tori Franklin
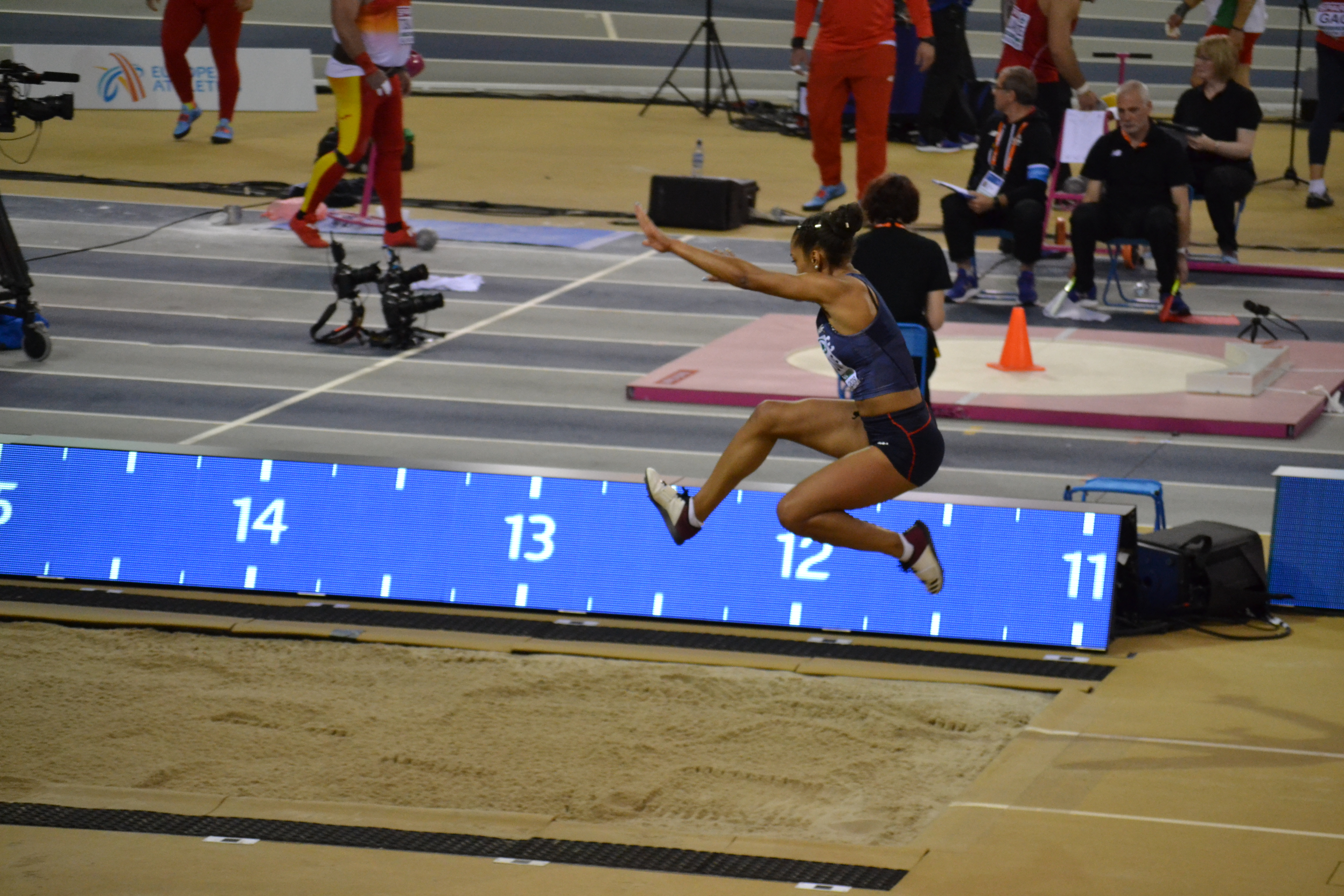
Rouguy Diallo – Rang zehn
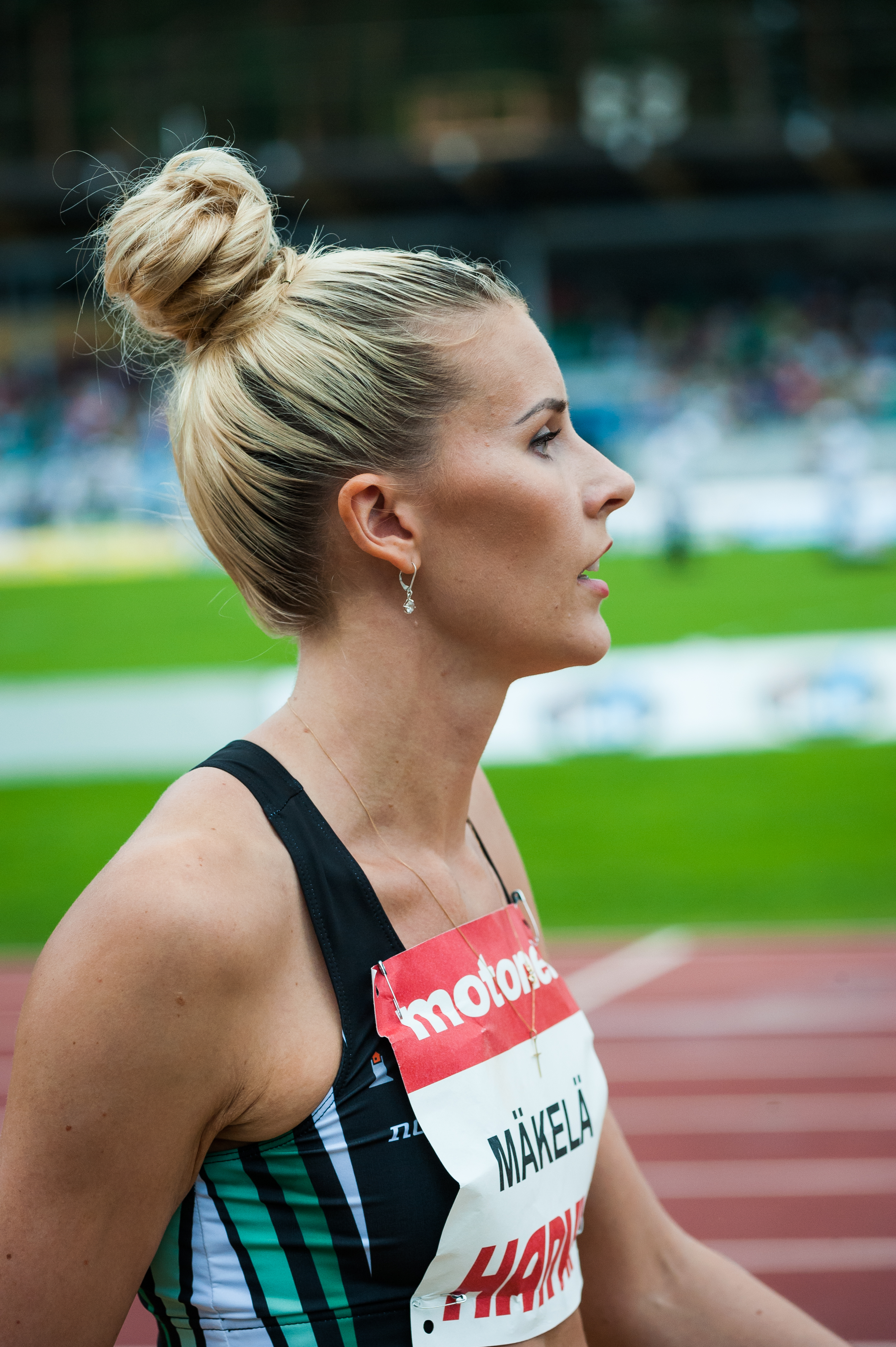
Kristiina Mäkelä – Rang zwölf

## Video
- Women's Triple Jump Final | World Athletics Championships Doha 2019, youtube.com, abgerufen am 25. März 2021